# 大田区立松仙小学校
大田区立松仙小学校（おおたくりつしょうせんしょうがっこう）は東京都大田区久が原にある小学校である。1953年（昭和28年）9月1日開校。開校70周年にあたる2023年（令和5年）4月1日現在の在籍児童数は742名である。

## アクセス
東急池上線
御嶽山駅下車徒歩約10分
久が原駅下車徒歩約12分